# Allylisothiocyanaat
Allylisothiocyanaat is een kleurloze tot lichtgele olieachtige vloeistof, met een prikkelende, irriterende geur en bittere smaak. Ze is slecht oplosbaar in water, maar goed in alcohol. De stof is niet optisch actief.

## Natuurlijk voorkomen
Allylisothiocyanaat is het hoofdbestanddeel van de etherische olie van zwarte mosterd (Brassica nigra) of bruine mosterd (Brassica juncea) en is verantwoordelijk voor de scherpe smaak daarvan. In de planten of de zaden zelf is allylisothiocyanaat niet als dusdanig aanwezig, maar wel in de vorm van het glucosinolaat sinigrine. Wanneer de cellen van de plant worden beschadigd, bij het malen van de zaden of het eten van de planten, komt het enzym myrosinase in contact met de glucosinolaten en komen er isothiocyanaten vrij. De bittere smaak daarvan werkt als natuurlijke afweer van de planten tegen herbivoren.

## Synthese
Allylisothiocyanaat wordt synthetisch bereid door de reactie van allylchloride of allyljodide met kaliumthiocyanaat:
{\displaystyle {\ce {C3H5Cl + KSCN -> C3H5NCS + KCl}}}

## Toepassingen
Allylisothiocyanaat wordt gebruikt als smaakstof, antibacterieel en conserveermiddel of insecticide.
Allylisothiocyanaat is een vluchtige, irriterende en sterk traanverwekkende vloeistof en de stof werd in de Eerste Wereldoorlog gebruikt als grondstof voor mosterdgas.
Allylisothiocyanaat hydrolyseert gemakkelijk tot allylamine.